# Granstorpasjön
Granstorpasjön är en sjö i Katrineholms kommun i Södermanland och ingår i Nyköpingsåns huvudavrinningsområde. Sjön har en area på 0,0485 kvadratkilometer och ligger 30 meter över havet.

## Delavrinningsområde
Granstorpasjön ingår i det delavrinningsområde (653825-153702) som SMHI kallar för Inloppet i Långhalsen. Medelhöjden är 35 meter över havet och ytan är 7,17 kvadratkilometer. Räknas de 3 avrinningsområdena uppströms in blir den ackumulerade arean 72,21 kvadratkilometer. Värnaån som avvattnar avrinningsområdet har biflödesordning 4, vilket innebär att vattnet flödar genom totalt 4 vattendrag innan det når havet efter 52 kilometer. Avrinningsområdet består mestadels av skog (36 procent), öppen mark (17 procent) och jordbruk (34 procent). Avrinningsområdet har 0,83 kvadratkilometer vattenytor vilket ger det en sjöprocent på 11,6 procent.